# هامبوولت (داکوتای جنوبی)
هامبوولت(به انگلیسی: Humboldt) شهری در ایالت داکوتای جنوبی کشور ایالات متحده آمریکا است که جمعیت آن در سرشماری سال ۲۰۱۰ میلادی، ۵۸۹ نفر بوده‌است.